# Alex Oikkonen
Alex Kristopher Oikkonen, abrégé Alex Oikkonen, né le 15 octobre 1994 à Joutseno, est un footballeur international portoricain, possédant également la nationalité finlandaise. Il joue au poste de milieu offensif à l'OTP Oulu.

## Carrière

### En club
Alex Oikkonen rejoint le club de Martos CD lors de l'été 2013. Un an plus tard, il refuse de s'engager avec les RailHawks de la Caroline et choisit de revenir en Finlande. Il signe finalement avec le club de MyPa 47 pour la saison 2014.
Après cinq mois, il est prêté au Kultsu FC jusqu'à la fin du mois d'août. En revenant dans son club d'origine, il exprime son souhait d'obtenir davantage de temps de jeu. Il reste finalement au Kultsu FC et ne réintègre pas le MyPa 47 pour la fin de la saison. Au début de l'année 2015, son club de Myllykosken Pallo-47, en proie à des difficultés financières, libère Oikkonen qui s'engage de nouveau avec Kultsu.

### En sélection nationale
De père finlandais et de mère portoricaine, Oikkonen choisit de représenter Porto Rico.
Il dispute le championnat de la CONCACAF des moins de 20 ans en 2013 en faisant notamment une rentrée en jeu intéressante contre la Jamaïque.
Il honore sa première sélection le 14 novembre 2011 lors d'un match contre Sainte-Lucie. Ce match gagné 3-0 rentre dans le cadre des éliminatoires du mondial 2014.
Il inscrit son premier but en sélection le 9 septembre 2012, contre Saint-Martin. Il marque son deuxième but le 7 septembre 2014, contre Grenade.

## Statistiques
| Saison                | Club                  | Championnat           | Championnat | Championnat | Coupe nationale | Coupe nationale | Coupe de la Ligue | Coupe de la Ligue | Total | Total |
| Saison                | Club                  | Division              | M.          | B.          | M.              | B.              | M.                | B.                | M.    | B.    |
| 2014                  | MyPa 47               | Veikkausliiga         | 3           | 0           | 0               | 0               | 2                 | 0                 | 5     | 0     |
| 2014                  | Kultsu FC (prêt)      | Kakkonen              | 18          | 3           | 0               | 0               | -                 | -                 | 18    | 3     |
| 2015                  | Kultsu FC             | Kakkonen              | 21          | 4           | 0               | 0               | -                 | -                 | 21    | 4     |
| 2016                  | Kultsu FC             | Kakkonen              | 10          | 2           | 0               | 0               | -                 | -                 | 10    | 2     |
| Sous-total            | Sous-total            | Sous-total            | 49          | 9           | 0               | 0               | -                 | -                 | 49    | 9     |
| Total sur la carrière | Total sur la carrière | Total sur la carrière | 52          | 9           | 0               | 0               | 2                 | 0                 | 54    | 9     |